# تشارلز بينوت دوكلو
تشارلز بينوت دوكلو (بالفرنسية: Charles Pinot Duclos)‏‏ (12 فبراير 1704 في دينان - 26 مارس 1772 في باريس) كاتب، ومؤرخ، ومساهم في موسوعة الإنسيكلوبيدي، وروائي من فرنسا.

## الجوائز
- زميل في الجمعية الملكية